# Andreu Rabasa Negre
Andreu Rabasa Negre (Mollet del Vallès, Barcelona, 5 de abril de 1931-Barcelona, 17 de octubre de 2022) fue un empresario de motocicletas español. Presidente de Derbi (1988-2000).

## Biografía
Nació en la localidad barcelonesa de Mollet del Vallés, en la comarca del Vallés Oriental. Fue el hijo mayor de Simeó Rabasa. Tras estudiar ingeniería en la Escuela Industrial de Barcelona, y dirección de empresas en el IESE Business School, en 1976 se incorporó a la empresa familiar, la fábrica de ciclomotores y motos Rabasa-Derbi, que había sido creada por su padre, y se encontraba en Martorelles. Desde entonces se dedicó a innovar y hacer crecer la empresa. Fue su presidente (1988-2000) y presidente de honor (2000). 
Su papel en la empresa fue determinante tanto para la entrada de Derbi en el Mundial de motociclismo (1967) -fue el primer fabricante español que abordaba en su integridad un campeonato del mundo-, como para el fichaje de Ángel Nieto y de sus éxitos con Derbi. En cinco años (1967-72), Nieto logró cinco títulos mundiales (50 cc y 125 cc) y Derbi cuatro como fabricante. Andreu descubrió al piloto zamorano durante una carrera celebrada en el circuito Carlos III de Barcelona (noviembre de 1964) y desde entonces, formaron una alianza ganadora que ha pasado a la historia del Mundial. Posteriormente, cuando llegó la crisis  de 1973 abandonó las grandes partidas presupuestarias que suponían las carreras, para mantener la estabilidad económica y salvaguardar la empresa.
En 1984, Andreu contribuyó a que Derbi regresara al Mundial de Motociclismo con Jorge Martínez "Aspar", que logró ser tres veces campeón del mundo de 80 cc (1986, 1987 y 1988) y una vez de 125 cc (1988).

## Premios y Distinciones
- Creu de sant Jordi (1998), por su destacada trayectoria como fabricante de la reconocida marca de motocicletas Derbi, que ha ayudado a proyectar la imagen de Cataluña tanto a nivel industrial como deportivo.[6]
- Medalla de Oro al Mérito Deportivo de la Federación Española de Motociclismo.[7]
- Insignia de Oro de la Federación Catalana de Motociclismo.[8]
- Llave de Barcelona.[9]